# Teoria do caráter
Em matemática, mais especificamente em teoria dos grupos, o caráter de uma representação de grupo é uma função sobre o grupo o qual associa a cada elemento do grupo o traço da matriz correspondente.
O caráter transposta a informação essencial sobre a representação em uma foma mais condensada. Frobenius inicialmente desenvolveu teoria da representação de grupos finitos inteiramente baseado sobre os caráteres, e sem qualquer realização de matriz explícita de representações delas mesmas. Isto é possível porque uma representação complexa de um grupo finito é determinada (ao isomorfismo) por seu caráter. A situação com representações sobre um campo de características é mais delicada, mas Richard Brauer desenvolveu uma poderosa teoria de caracteres adequada a este caso. Muitos teoremas profundos sobre a estrutura de grupos finitos usam caracteres de representações modulares.